# Großer Preis von Italien 1974
Der Große Preis von Italien 1974 (offiziell XLV Gran Premio d'Italia) fand am 8. September auf dem Autodromo Nazionale di Monza in Monza statt und war das 13. Rennen der Automobil-Weltmeisterschaft 1974.

## Berichte

### Hintergrund
Auch vor dem drittletzten WM-Lauf der Saison deutete sich noch keine Vorentscheidung im Kampf um die Weltmeisterschaft an. Mit Clay Regazzoni, Jody Scheckter, Niki Lauda und Emerson Fittipaldi gab es weiterhin vier Kandidaten, die realistische Chancen auf den Titel hatten.
Ein im Vergleich zum Großen Preis von Österreich drei Wochen zuvor größtenteils unverändertes Fahrerfeld wurde für das Rennwochenende in Monza gemeldet. Eine der wenigen Änderungen war der erneute Einsatz von José Dolhem als Surtees-Werksfahrer anstelle von Jean-Pierre Jabouille. Außerdem wurde der Brabham des Privatteams Scuderia Finotto wieder an einen einheimischen Gaststarter vergeben. Dabei handelte es sich um Carlo Facetti, der zum ersten und einzigen Mal für einen Grand Prix gemeldet wurde. Das Team hatte zudem ein weiteres Auto für den Franzosen Jean-Louis Lafosse gemeldet. Diese Meldung wurde aber im Vorfeld von den Organisatoren zurückgewiesen.
Zudem war das unregelmäßig antretende Team Chris Amon Racing wieder am Start. B.R.M. trat wieder in gewohnter Besetzung mit drei Werkswagen an.

### Training
Bereits zum zweiten Mal in Folge resultierte aus den Trainingszeiten eine erste Startreihe, die aus dem Ferrari 312B3 des mittlerweile neunfachen Pole-Setters Lauda und Brabham-Werksfahrer Carlos Reutemann bestand. Es folgten mit Carlos Pace und John Watson, der nach einem Unfall mit seinem sonst üblichen Kunden-Brabham das T-Car des Werksteams benutzen durfte, zwei weitere Brabham BT44. Die dritte Reihe setzte sich aus den Titelkandidaten Regazzoni und Fittipaldi zusammen. Es folgten Ronnie Peterson, James Hunt, Jean-Pierre Jarier und Patrick Depailler. Der vierte Kontrahent im WM-Kampf, Scheckter qualifizierte sich für den zwölften Rang, während erneut sechs Piloten an der Qualifikation scheiterten, da das Starterfeld vom Veranstalter auf 25 Fahrzeuge limitiert wurde.

### Rennen
Während der ersten Runde blieb die Reihenfolge auf den ersten Plätzen konstant. In der zweiten Runde wurde Watson von Regazzoni überholt, der in den folgenden Runden auch an Pace und Reutemann vorbeiging und Laudas Spitzenposition zu einer von den zahlreich angereisten Zuschauern bejubelten Ferrari-Doppelführung ergänzte.
Die drei Brabhams, die allesamt in aussichtsreicher Position lagen, fielen im Laufe der nächsten Runden aufgrund von technischen Problemen entweder ganz aus oder zumindest vorerst aussichtslos zurück. Dadurch gelangte Peterson auf den dritten Platz und Fittipaldi sowie Scheckter ebenfalls in die Punkteränge.
Bis zur 30. Runde blieb diese Reihenfolge unverändert. Dann begann Laudas Motor zu qualmen und er wurde langsamer. Regazzoni übernahm die Spitze und kurz darauf musste Lauda das Rennen beenden. Für zehn Runden führte fortan der Schweizer, ehe er wegen eines vergleichbaren Motorschadens ausfiel. Der fortan führende Peterson duellierte sich daraufhin zwölf Runden mit Fittipaldi, hielt diesem Druck jedoch stand und kreuzte knapp vor dem Brasilianer die Ziellinie. Es war der letzte Grand-Prix-Sieg, der mit dem Lotus 72 erzielt wurde, dessen grundsätzliche Konstruktion aus der Saison 1970 stammte. Scheckter wurde Dritter vor Arturo Merzario, der vor heimischem Publikum im Iso-Marlboro des Teams Frank Williams Racing Cars eine überzeugende Leistung zeigte. Pace und Denis Hulme erhielten die letzten WM-Punkte des Tages.
Weiterhin zeichnete sich keine Vorentscheidung im Titelkampf ab. Die drei Führenden in der Weltmeisterschaftswertung rückten sogar durch das Rennergebnis nochmals dichter zusammen. Einzig Lauda verlor etwas den Anschluss, hatte aber dennoch weiterhin rechnerische Chancen.

## Meldeliste
| Team                            | Nr. | Fahrer               | Chassis           | Motor                    | Reifen |
| ------------------------------- | --- | -------------------- | ----------------- | ------------------------ | ------ |
| John Player Team Lotus          | 01  | Ronnie Peterson      | Lotus 72E         | Ford Cosworth DFV 3.0 V8 | G      |
| John Player Team Lotus          | 02  | Jacky Ickx           | Lotus 76          | Ford Cosworth DFV 3.0 V8 | G      |
| Elf Team Tyrrell                | 03  | Jody Scheckter       | Tyrrell 007       | Ford Cosworth DFV 3.0 V8 | G      |
| Elf Team Tyrrell                | 04  | Patrick Depailler    | Tyrrell 007       | Ford Cosworth DFV 3.0 V8 | G      |
| Marlboro Team Texaco            | 05  | Emerson Fittipaldi   | McLaren M23       | Ford Cosworth DFV 3.0 V8 | G      |
| Marlboro Team Texaco            | 06  | Denis Hulme          | McLaren M23       | Ford Cosworth DFV 3.0 V8 | G      |
| Yardley Team McLaren            | 33  | David Hobbs          | McLaren M23       | Ford Cosworth DFV 3.0 V8 | G      |
| Motor Racing Developments       | 07  | Carlos Reutemann     | Brabham BT44      | Ford Cosworth DFV 3.0 V8 | G      |
| Motor Racing Developments       | 08  | Carlos Pace          | Brabham BT44      | Ford Cosworth DFV 3.0 V8 | G      |
| March Engineering               | 09  | Hans-Joachim Stuck   | March 741         | Ford Cosworth DFV 3.0 V8 | G      |
| March Engineering               | 10  | Vittorio Brambilla   | March 741         | Ford Cosworth DFV 3.0 V8 | G      |
| Scuderia Ferrari SpA SEFAC      | 11  | Clay Regazzoni       | Ferrari 312B3     | Ferrari 001/11 3.0 F12   | G      |
| Scuderia Ferrari SpA SEFAC      | 12  | Niki Lauda           | Ferrari 312B3     | Ferrari 001/11 3.0 F12   | G      |
| Team Motul B.R.M.               | 14  | Jean-Pierre Beltoise | BRM P201          | BRM P200 3.0 V12         | F      |
| Team Motul B.R.M.               | 15  | Henri Pescarolo      | BRM P201          | BRM P200 3.0 V12         | F      |
| Team Motul B.R.M.               | 37  | François Migault     | BRM P201          | BRM P200 3.0 V12         | F      |
| UOP Shadow Racing Team          | 16  | Tom Pryce            | Shadow DN3        | Ford Cosworth DFV 3.0 V8 | G      |
| UOP Shadow Racing Team          | 17  | Jean-Pierre Jarier   | Shadow DN3        | Ford Cosworth DFV 3.0 V8 | G      |
| Team Surtees                    | 18  | Derek Bell           | Surtees TS16      | Ford Cosworth DFV 3.0 V8 | F      |
| Team Surtees                    | 19  | José Dolhem          | Surtees TS16      | Ford Cosworth DFV 3.0 V8 | F      |
| Frank Williams Racing Cars      | 20  | Arturo Merzario      | Iso-Marlboro FW03 | Ford Cosworth DFV 3.0 V8 | F      |
| Frank Williams Racing Cars      | 21  | Jacques Laffite      | Iso-Marlboro FW02 | Ford Cosworth DFV 3.0 V8 | F      |
| Chris Amon Racing               | 22  | Chris Amon           | Amon AF101        | Ford Cosworth DFV 3.0 V8 | F      |
| AAW Racing Team                 | 23  | Leo Kinnunen         | Surtees TS16      | Ford Cosworth DFV 3.0 V8 | F      |
| Hesketh Racing                  | 24  | James Hunt           | Hesketh 308       | Ford Cosworth DFV 3.0 V8 | G      |
| Team Ensign                     | 25  | Mike Wilds           | Ensign N174       | Ford Cosworth DFV 3.0 V8 | F      |
| Embassy Racing with Graham Hill | 26  | Graham Hill          | Lola T370         | Ford Cosworth DFV 3.0 V8 | F      |
| Embassy Racing with Graham Hill | 27  | Rolf Stommelen       | Lola T370         | Ford Cosworth DFV 3.0 V8 | F      |
| John Goldie Racing with Hexagon | 28  | John Watson          | Brabham BT44      | Ford Cosworth DFV 3.0 V8 | F      |
| Trojan Tauranac Racing          | 29  | Tim Schenken         | Trojan T103       | Ford Cosworth DFV 3.0 V8 | F      |
| Scuderia Finotto                | 31  | Carlo Facetti        | Brabham BT42      | Ford Cosworth DFV 3.0 V8 | F      |

## Klassifikationen

### Startaufstellung
| Pos. | Fahrer               | Konstrukteur | Zeit     | Ø-Geschwindigkeit | Start |
| ---- | -------------------- | ------------ | -------- | ----------------- | ----- |
| 01   | Niki Lauda           | Ferrari      | 1:33,16  | 223,358 km/h      | 01    |
| 02   | Carlos Reutemann     | Brabham-Ford | 1:33,27  | 223,094 km/h      | 02    |
| 03   | Carlos Pace          | Brabham-Ford | 1:33,53  | 222,474 km/h      | 03    |
| 04   | John Watson          | Brabham-Ford | 1:33,63  | 222,236 km/h      | 04    |
| 05   | Clay Regazzoni       | Ferrari      | 1:33,73  | 221,999 km/h      | 05    |
| 06   | Emerson Fittipaldi   | McLaren-Ford | 1:33,95  | 221,480 km/h      | 06    |
| 07   | Ronnie Peterson      | Lotus-Ford   | 1:34,24  | 220,798 km/h      | 07    |
| 08   | James Hunt           | Hesketh-Ford | 1:34,34  | 220,564 km/h      | 08    |
| 09   | Jean-Pierre Jarier   | Shadow-Ford  | 1:34,560 | 220,051 km/h      | 09    |
| 10   | Patrick Depailler    | Tyrrell-Ford | 1:34,561 | 220,048 km/h      | 10    |
| 11   | Jean-Pierre Beltoise | B.R.M.       | 1:34,62  | 219,911 km/h      | 11    |
| 12   | Jody Scheckter       | Tyrrell-Ford | 1:34,70  | 219,725 km/h      | 12    |
| 13   | Vittorio Brambilla   | March-Ford   | 1:34,76  | 219,586 km/h      | 13    |
| 14   | Rolf Stommelen       | Lola-Ford    | 1:34,84  | 219,401 km/h      | 14    |
| 15   | Arturo Merzario      | Iso-Ford     | 1:35,02  | 218,985 km/h      | 15    |
| 16   | Jacky Ickx           | Lotus-Ford   | 1:35,19  | 218,594 km/h      | 16    |
| 17   | Jacques Laffite      | Iso-Ford     | 1:35,22  | 218,526 km/h      | 17    |
| 18   | Hans-Joachim Stuck   | March-Ford   | 1:35,23  | 218,503 km/h      | 18    |
| 19   | Denis Hulme          | McLaren-Ford | 1:35,63  | 217,589 km/h      | 19    |
| 20   | Tim Schenken         | Trojan-Ford  | 1:35,72  | 217,384 km/h      | 20    |
| 21   | Graham Hill          | Lola-Ford    | 1:35,82  | 217,157 km/h      | 21    |
| 22   | Tom Pryce            | Shadow-Ford  | 1:36,27  | 216,142 km/h      | 22    |
| 23   | David Hobbs          | McLaren-Ford | 1:36,31  | 216,052 km/h      | 23    |
| 24   | François Migault     | B.R.M.       | 1:36,36  | 215,940 km/h      | 24    |
| 25   | Henri Pescarolo      | B.R.M.       | 1:36,64  | 215,315 km/h      | 25    |
| DNQ  | José Dolhem          | Surtees-Ford | 1:36,84  | 214,870 km/h      | –     |
| DNQ  | Carlo Facetti        | Brabham-Ford | 1:37,30  | 213,854 km/h      | –     |
| DNQ  | Derek Bell           | Surtees-Ford | 1:37,32  | 213,810 km/h      | –     |
| DNQ  | Mike Wilds           | Ensign-Ford  | 1:37,38  | 213,678 km/h      | –     |
| DNQ  | Chris Amon           | Amon-Ford    | 1:38,21  | 211,873 km/h      | –     |
| DNQ  | Leo Kinnunen         | Surtees-Ford | 1:40,32  | 207,416 km/h      | –     |

### Rennen
| Pos. | Fahrer               | Konstrukteur | Runden | Stopps | Zeit       | Start | Schnellste Runde |
| ---- | -------------------- | ------------ | ------ | ------ | ---------- | ----- | ---------------- |
| 01   | Ronnie Peterson      | Lotus-Ford   | 52     | 0      | 1:22:56,6  | 07    | 1:34,3           |
| 02   | Emerson Fittipaldi   | McLaren-Ford | 52     | 0      | + 0,8      | 06    | 1:34,5           |
| 03   | Jody Scheckter       | Tyrrell-Ford | 52     | 0      | + 24,7     | 12    | 1:35,0           |
| 04   | Arturo Merzario      | Iso-Ford     | 52     | 0      | + 1:27,7   | 15    | 1:35,8           |
| 05   | Carlos Pace          | Brabham-Ford | 51     | 1      | + 1 Runde  | 03    | 1:34,2 (46.)     |
| 06   | Denis Hulme          | McLaren-Ford | 51     | 0      | + 1 Runde  | 19    | 1:35,5           |
| 07   | John Watson          | Brabham-Ford | 51     | 0      | + 1 Runde  | 04    | 1:35,2           |
| 08   | Graham Hill          | Lola-Ford    | 51     | 0      | + 1 Runde  | 21    | 1:36,6           |
| 09   | David Hobbs          | McLaren-Ford | 51     | 0      | + 1 Runde  | 23    | 1:36,9           |
| 10   | Tom Pryce            | Shadow-Ford  | 50     | 1      | + 2 Runden | 22    | 1:35,6           |
| 11   | Patrick Depailler    | Tyrrell-Ford | 50     | 0      | + 2 Runden | 10    | 1:35,9           |
| –    | Clay Regazzoni       | Ferrari      | 40     | 0      | DNF        | 05    | 1:34,7           |
| –    | Niki Lauda           | Ferrari      | 32     | 0      | DNF        | 01    | 1:34,6           |
| –    | Jacky Ickx           | Lotus-Ford   | 30     | 0      | DNF        | 16    | 1:35,6           |
| –    | Rolf Stommelen       | Lola-Ford    | 25     | 0      | DNF        | 14    | 1:36,3           |
| –    | Jacques Laffite      | Iso-Ford     | 22     | 0      | DNF        | 17    | 1:37,1           |
| –    | Jean-Pierre Jarier   | Shadow-Ford  | 19     | 0      | DNF        | 09    | 1:35,5           |
| –    | Vittorio Brambilla   | March-Ford   | 16     | 0      | DNF        | 13    | 1:35,4           |
| –    | Tim Schenken         | Trojan-Ford  | 24     | 0      | DNF        | 20    | 1:36,4           |
| –    | Carlos Reutemann     | Brabham-Ford | 12     | 0      | DNF        | 02    | 1:35,7           |
| –    | Hans-Joachim Stuck   | March-Ford   | 11     | 0      | DNF        | 18    | 1:36,6           |
| –    | Henri Pescarolo      | B.R.M.       | 3      | 0      | DNF        | 25    | 1:38,6           |
| –    | James Hunt           | Hesketh-Ford | 2      | 0      | DNF        | 08    | 1:37,9           |
| –    | François Migault     | B.R.M.       | 0      | 0      | DNF        | 24    | –                |
| –    | Jean-Pierre Beltoise | B.R.M.       | 0      | 0      | DNF        | 11    | –                |

## WM-Stände nach dem Rennen
Die ersten sechs des Rennens bekamen 9, 6, 4, 3, 2 bzw. 1 Punkt(e). In der Konstrukteurswertung zählten nur die Punkte des bestplatzierten Fahrers eines Teams. Es zählten nur die besten sieben Ergebnisse aus den ersten acht Rennen und die besten sechs aus den letzten sieben Rennen. Streichresultate sind in Klammern gesetzt.

### Fahrerwertung
| Pos. | Fahrer               | Konstrukteur                | Punkte |
| ---- | -------------------- | --------------------------- | ------ |
| 01   | Clay Regazzoni       | Ferrari                     | 46     |
| 02   | Jody Scheckter       | Tyrrell-Ford                | 45     |
| 03   | Emerson Fittipaldi   | McLaren-Ford                | 43     |
| 04   | Niki Lauda           | Ferrari                     | 38     |
| 05   | Ronnie Peterson      | Lotus-Ford                  | 31     |
| 06   | Carlos Reutemann     | Brabham-Ford                | 23     |
| 07   | Denis Hulme          | McLaren-Ford                | 19     |
| 08   | Jacky Ickx           | Lotus-Ford                  | 12     |
| 09   | Mike Hailwood        | McLaren-Ford                | 12     |
| 10   | Patrick Depailler    | Tyrrell-Ford                | 11     |
| 11   | Jean-Pierre Beltoise | B.R.M.                      | 10     |
| 12   | James Hunt           | March-Ford / Hesketh-Ford   | 8      |
| 13   | Jean-Pierre Jarier   | Shadow-Ford                 | 6      |
| 14   | Carlos Pace          | Surtees-Ford / Brabham-Ford | 5      |
| 15   | Hans-Joachim Stuck   | March-Ford                  | 5      |
| 16   | Arturo Merzario      | Iso-Ford                    | 4      |
| 17   | John Watson          | Brabham-Ford                | 4      |
| 18   | Graham Hill          | Lola-Ford                   | 1      |
| 19   | Tom Pryce            | Token-Ford / Shadow-Ford    | 1      |
| 20   | Vittorio Brambilla   | March-Ford                  | 1      |
| 21   | Guy Edwards          | Lola-Ford                   | 0      |
| 22   | David Hobbs          | McLaren-Ford                | 0      |
| 23   | Brian Redman         | Shadow-Ford                 | 0      |
| 24   | Howden Ganley        | March-Ford                  | 0      |
| 25   | Tom Belsø            | Iso-Ford                    | 0      |

| Pos. | Fahrer           | Konstrukteur | Punkte |
| ---- | ---------------- | ------------ | ------ |
| 26   | Rikky von Opel   | Brabham-Ford | 0      |
| 27   | Henri Pescarolo  | B.R.M.       | 0      |
| 28   | Dieter Quester   | Surtees-Ford | 0      |
| 29   | Tim Schenken     | Trojan-Ford  | 0      |
| 30   | Derek Bell       | Surtees-Ford | 0      |
| 31   | Ian Scheckter    | Lotus-Ford   | 0      |
| 32   | Jochen Mass      | Surtees-Ford | 0      |
| 33   | Eddie Keizan     | Tyrrell-Ford | 0      |
| 34   | Gijs van Lennep  | Iso-Ford     | 0      |
| 35   | François Migault | B.R.M.       | 0      |
| 36   | Ian Ashley       | Token-Ford   | 0      |
| 37   | Richard Robarts  | Brabham-Ford | 0      |
| 38   | Vern Schuppan    | Ensign-Ford  | 0      |
| 39   | Teddy Pilette    | Brabham-Ford | 0      |
| 40   | Dave Charlton    | McLaren-Ford | 0      |
| 41   | Peter Revson †   | Shadow-Ford  | 0      |
| 42   | Paddy Driver     | Lotus-Ford   | 0      |
| –    | Chris Amon       | Amon-Ford    | 0      |
| –    | Gérard Larrousse | Brabham-Ford | 0      |
| –    | Reine Wisell     | March-Ford   | 0      |
| –    | Leo Kinnunen     | Surtees-Ford | 0      |
| –    | Bertil Roos      | Shadow-Ford  | 0      |
| –    | Peter Gethin     | Lola-Ford    | 0      |
| –    | Jacques Laffite  | Iso-Ford     | 0      |
| –    | Rolf Stommelen   | Lola-Ford    | 0      |

### Konstrukteurswertung
| Pos. | Konstrukteur | Punkte  |
| ---- | ------------ | ------- |
| 01   | McLaren-Ford | 61 (63) |
| 02   | Ferrari      | 59      |
| 03   | Tyrrell-Ford | 49      |
| 04   | Lotus-Ford   | 38      |
| 05   | Brabham-Ford | 26      |
| 06   | B.R.M.       | 10      |
| 07   | Hesketh-Ford | 8       |
| 08   | Shadow-Ford  | 7       |

| Pos. | Konstrukteur | Punkte |
| ---- | ------------ | ------ |
| 09   | March-Ford   | 6      |
| 10   | Iso-Ford     | 4      |
| 11   | Surtees-Ford | 3      |
| 12   | Lola-Ford    | 1      |
| 13   | Trojan-Ford  | 0      |
| 14   | Ensign-Ford  | 0      |
| 15   | Token-Ford   | 0      |
| –    | Amon-Ford    | 0      |